# 男の子女の子
「男の子女の子」（おとこのこおんなのこ）は、1972年8月1日に発売された、郷ひろみの1作目のシングル。

## 解説
キャッチフレーズは「フォーリーブスの弟」。
新御三家の中で歌手デビューは一番遅かったが、オリコンでのベスト10入りは最初であり、野口五郎（「オレンジの雨」）・西城秀樹（「情熱の嵐」）は翌1973年になってからだった。
1972年末の「第14回日本レコード大賞」では新人賞を受賞（ただし最優秀新人賞は、麻丘めぐみの「芽ばえ」）。さらにその1年後、1973年末の『第24回NHK紅白歌合戦』にも、同曲で初出場を果たしている。
2001年発売アルバム『MOST LOVED HITS OF HIROMI GO VOL.1 〜Heat〜』で2001年ヴァージョンが収録され、「GO・GO」のコーラスも入っている。
振付師は小井戸秀宅。

## 評価
ジャニーズ事務所は郷の中性的なルックスを前面に押し出して売り込むべく、その魅力を象徴する本曲をデビュー曲に選んだ。この時イメージとして選んだのは、1960年代に流行したグループサウンズの中でも特にアイドル的人気を誇ったオックスであり、オックスの曲を数多く制作した筒美京平を迎えた。本曲は、オックスの楽曲「ダンシング・セブンティーン」の影響を受けていると評されている。

## 収録曲
全曲　作詞：岩谷時子／作曲・編曲：筒美京平
1. 男の子女の子　（2分54秒）
2. 夢をおいかけて

## カバー
- アンナ・バナナ（アルバム『大きな絵』）
- 桑田佳祐（2013年のAAAイベント『昭和八十八年度! 第二回ひとり紅白歌合戦』）